# Pacifacanthomysis nephrophthalma
Pacifacanthomysis nephrophthalma är en kräftdjursart som först beskrevs av A. H. Banner 1948.  Pacifacanthomysis nephrophthalma ingår i släktet Pacifacanthomysis och familjen Mysidae. Inga underarter finns listade i Catalogue of Life.